# Франшвил (Ардени)
Франшвил (фр. Francheville) насеље је и општина у североисточној Француској у региону Шампањ-Арден, у департману Ардени која припада префектури Шарлвил Мезјер.
По подацима из 2011. године у општини је живело 1587 становника, а густина насељености је износила 233,73 становника/km². Општина се простире на површини од 6,79 km². Налази се на средњој надморској висини од 11 метар.

## Демографија
| 1962. | 1968. | 1975. | 1982. | 1990. | 1999. | 2011. |
| ----- | ----- | ----- | ----- | ----- | ----- | ----- |
| 1.161 | 1.367 | 1.270 | 1.077 | 1.375 | 1.590 | 1.587 |

График промене броја становника у току последњих година